# رسم نام‌گذاری اسلاوی شرقی

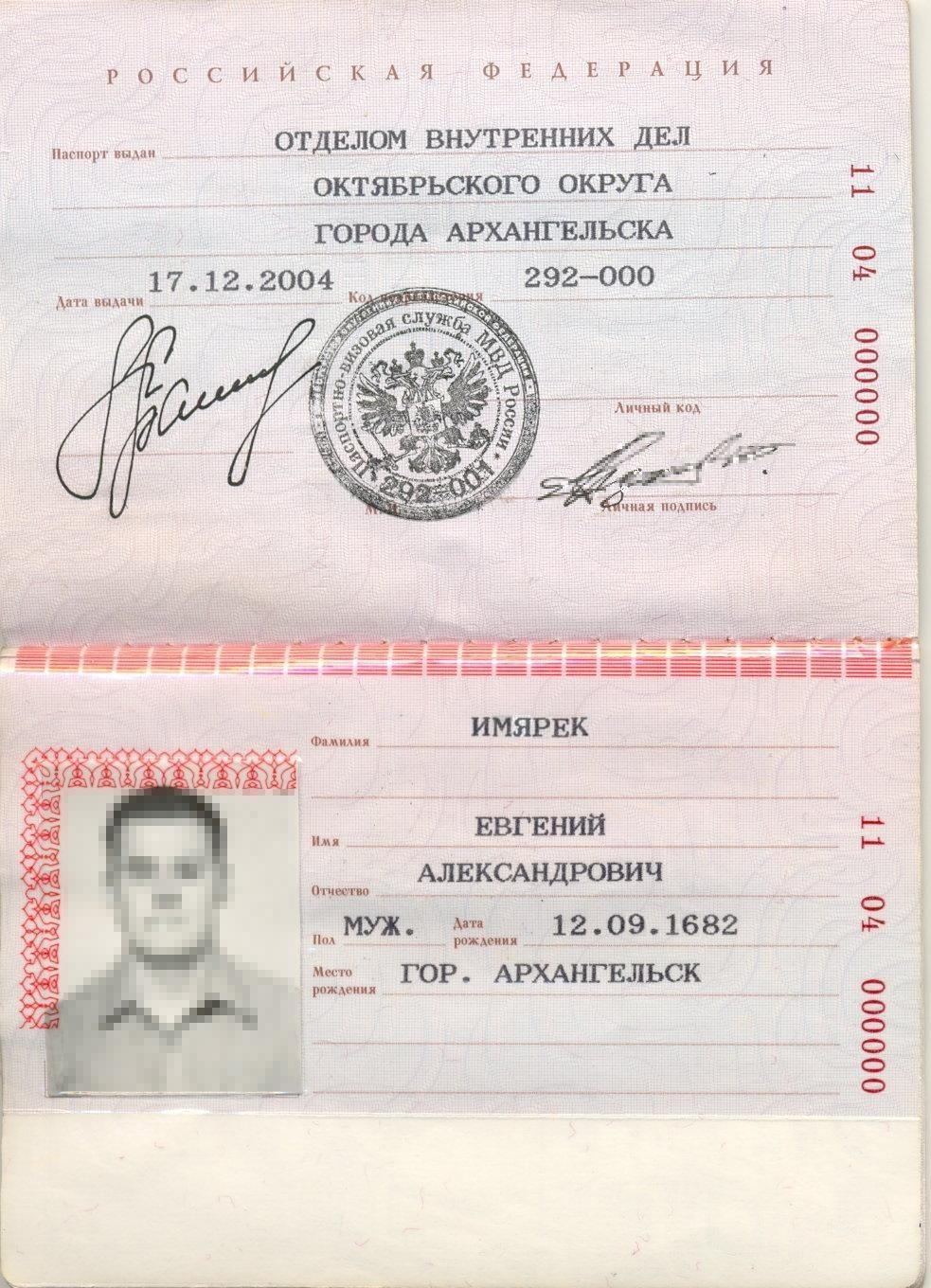
یک گذرنامه داخلی شهروند روسی به نام یوگنی الکساندروویچ ایمیارک. صفحه پایینی شامل خط هایФамилия («نام خانوادگی») Имя («نام») و Отчество ([نام] «پدری») است.

رسم نام‌گذاری اسلاوی شرقی سنت نام‌گذاری اشخاص در کشورهایی است که زیر تأثیر زبان‌های اسلاوی شرقی هستند. این سنت در کشورهای روسیه، اوکراین، بلاروس، بلغارستان و قزاقستان رواج دارد.
در این کشورها و بر اساس این سنت هر کس باید سه نام داشته باشد: نام نخست یا نام کوچک، نام پدری و نام خانوادگی. نام کوچک نامی است که پدر و مادر پس از تولد برای فرد انتخاب کرده‌اند و از سنت مسیحی یا ملی هر کشور گرفته می‌شود. نام پدری بر اساس نام کوچک پدر هر کس ساخته می‌شود. نام خانوادگی هم از نام خانوادگی (معمولا از طرف پدری) پدر هر کس می‌آید؛ مثلاً اگر نام کسی «ولادیمیر سمیونوویچ ویسوتسکی» باشد معلوم است که نام «ولادیمیر» را پدر و مادرش به او داده‌اند، نام پدرش «سمیون» و نام خانوادگی پدرش «ویسوتسکی» بوده‌است.

## نام کوچک
پدر و مادرهای اسلاو شرقی برای نوزاد خود یک نام کوچک انتخاب می‌کنند. بیشتر این نام‌ها از دو ریشه آمده‌اند:
- نام‌های مسیحی مربوط به کلیسای ارتدکس شرقی
- نام‌های بومی اسلاوی پیشامسیحی

تقریباً همه نام‌ها تکی هستند و نام‌های دوبخشی (همچون محمدرضا در فارسی) بسیار نادر و بیشتر تحت تأثیر نام‌های خارجی گذاشته می‌شوند. بیشتر نام‌های دوبخشی با یک خط پیوند نوشته می‌شوند: ماریا-ترزا.

## نام پدری
نام پدری بر اساس نام پدر است و در تمام اسناد قانونی و هویتی نوشته شده‌است. اگر این نام با نام کوچک استفاده شود، نام خانوادگی همیشه پس از آن می‌آید. این نام از افزودن پسوندهایی به نام پدر ساخته می‌شود. این پسوند برای پسرها -ович (-وویچ) و برای دخترها -овна (-وونا) است. برای نمونه اگر نام پدر Иван (ایوان) باشد نام پدری پسر او Иванович (ایوانوویچ) و نام پدری دختر او Ивановна (ایوانوونا) است.
نام پدری هنگام ارتباط با فردی با موقعیت اجتماعی بالاتر یا در مناسبت‌های خاص مانند جلسات تجاری الزامی است. برای نمونه هنگامی که یک دانش‌آموز آموزگار خود را خطاب قرار می‌دهد، موظف است از دو نام کوچک و نام پدری استفاده کند - روسی: Марья Ивановна، могу я спровесить … به معنای «ماریا ایوانوونا، می‌توانم بپرسم …». عدم استفاده از نام پدری در چنین شرایطی توهین‌آمیز تلقی می‌شود. خطاب فرد فقط با نام پدری در میان نسل‌های قدیمی بسیار رایج است و به عنوان نمایشی از روابط نزدیکِ بر اساس همدلی و مسئولیت متقابل دو طرف نیز عمل می‌کند.

## نام خانوادگی
قواعد نام‌های خانوادگی در میان اسلاوهای شرقی شبیه بیشتر مناطق جهان است. این نام‌ها از افزودن پسوندها به نام‌های خاص ایجاد می‌شوند. پرکاربردترین پسوندها در روسی -ов (-وف) و -ев (-یف) هستند که معنای «متعلق به» و «از طایفه/نسل» هستند. برای نمونه پِتروف به معنای «از طایفه/نسل پتر» است. پسوند -ский (-سکی) به معنی «مرتبط با» است و معمولاً همراه با نام یک مکان در میان نجیب‌زادگان و نوادگان آن‌ها، استفاده می‌شود؛ برای نمونه شویسکی نشان‌دهنده عضویت فرد در خاندان شاهزاده‌های سلطنتی شویا است.